# Trần Hòa (chính khách)
Trần Hòa (sinh ngày 5 tháng 6 năm 1946, quê quán xã Quảng Phương, huyện Quảng Trạch, tỉnh Quảng Bình) là một chính trị gia người Việt Nam. Ông nguyên là đại biểu quốc hội Việt Nam khóa IX nhiệm kì 1992-1997, thuộc đoàn đại biểu quốc hội tỉnh Quảng Bình, nguyên Ủy viên Ủy ban Pháp luật của Quốc hội Việt Nam, nguyên Chủ tịch Hội đồng nhân dân tỉnh Quảng Bình (từ tháng 12 năm 1994), Ủy viên Ban chấp hành Trung ương Đảng Cộng sản Việt Nam (từ tháng 6 năm 1996), Phó Chủ nhiệm Ủy ban Kiểm tra Trung ương Đảng Cộng sản Việt Nam, Bí thư Tỉnh ủy Quảng Bình (1996-2003).

## Xuất thân
Ông quê quán ở xã Quảng Phương, huyện Quảng Trạch, tỉnh Quảng Bình.

## Giáo dục
- Đại học Kinh tế Quốc dân

## Sự nghiệp
- Phó Bí thư Tỉnh ủy Quảng Bình, Ủy viên Ủy ban Pháp luật của Quốc hội
- Tháng 12-1994, được bầu làm Chủ tịch Hội đồng nhân dân tỉnh.
- Tháng 6-1996 được bầu làm Ủy viên Ban Chấp hành Trung ương Đảng Cộng sản Việt Nam
- Phó chủ nhiệm Ủy ban kiểm tra Trung ương